# 4932 Texstapa
4932 Texstapa è un asteroide della fascia principale. Scoperto nel 1984, presenta un'orbita caratterizzata da un semiasse maggiore pari a 3,1162723 UA e da un'eccentricità di 0,0133058, inclinata di 12,90185° rispetto all'eclittica.